# The Arrangement (Fernsehserie, 2017)
The Arrangement ist eine US-amerikanische Fernsehserie
In Deutschland ist die Serie seit 20. Oktober 2017 bei Maxdome abrufbar.
Die Serie wurde um eine zweite Staffel verlängert, deren Ausstrahlung am 11. März 2018 erfolgte. Am 29. Mai 2018 wurde die Serie nach der zweiten Staffel eingestellt.

## Inhalt
Die junge Schauspielerin Megan Morrison, die für weibliche Hauptrolle in einem hochkarätigen Film neben Action-Star Kyle West vorspricht, trifft die Leiterin der Selbsthilfegruppe, des Institute of the Higher Mind, und erhält einen Vertrag, der ihr Leben verändern wird.

## Trivia
Die Serie dreht sich um die Beziehung zwischen bekanntem Hollywood-Darsteller und mäßiger Schauspielerin und beschäftigt sich mit arrangierten Beziehungen in Hollywood vor dem Hintergrund selbstbezeichnender Selbsthilfeprogramme. Daher wurde die Behauptung aufgestellt, dass die Serie von Scientology und der Beziehung zwischen Tom Cruise und Katie Holmes inspiriert wurde.

## Besetzung und Synchronisation
Die deutschsprachige Synchronisation der Serie erfolgt durch die Interopa Film GmbH, Berlin. Dialogbuch und Dialogregie stammen jeweils von Peter Freund und Dorothee Muschter.

### Hauptbesetzung
- Josh Henderson als Kyle West (DF: Ricardo Richter)
- Christine Evangelista als Megan Morrison (DF: Esra Vural)
- Lexa Doig als DeAnn Anderson (DF: Katrin Zimmermann)
- Carra Patterson als Shaun (DF: Damineh Hojat)
- Michael Vartan als Terrence Anderson (DF: Tobias Kluckert)

### Wiederkehrende Darsteller
- Autumn Reeser als Leslie Bellcamp (DF: Anja Stadlober)
- Katharine Isabelle als Hope (DF: Sandrine Mittelstädt)